# Marco di Bartolomeo Rustici
Pour les articles homonymes, voir Rustici.
Marco di Bartolomeo Rustici (Florence, 1392 ou 1393 - 6 octobre 1457) est un peintre, un enlumineur et un orfèvre florentin du XVe siècle.

## Biographie
Marco di Bartolomeo Rustici est surtout  célèbre pour être l'auteur du Codex Rustici ou Codice Rustici, un codex de miniatures dans lequel il relate le compte-rendu de son voyage, vers le milieu du Quattrocento, en Terre sainte, dont il ramena un carnet de croquis, son zibaldone.
L'élément le plus considérable du codex est la présence d'illustrations à l'aquarelle qui décrivent avec minutie une série d'édifices rencontrés pendant le voyage, en portant ainsi un témoignage iconographique de lieux détruits ou profondément altérés dans le cours des siècles suivants.
Pour Florence y figurent aussi les illustrations d'une trentaine d'églises aujourd'hui disparues ou transformées.
Il est enterré dans la basilique San Lorenzo de Florence.